# Штёкли, Ральф
Ральф Штёкли (нем. Ralph Stöckli, Ralph Stoeckli; род. 23 июля 1976, Уцвиль) — швейцарский кёрлингист.
В составе мужской сборной Швейцарии участник зимних Олимпийских игр 2006 года (заняли пятое место) и 2010 года (стали бронзовыми призёрами); участник четырёх чемпионатов мира и пяти чемпионатов Европы. Четырёхкратный чемпион Швейцарии среди мужчин. В составе юниорской мужской сборной Швейцарии участник пяти юниорских чемпионатов мира. Четырёхкратный чемпион Швейцарии среди юниоров.
В «классическом» кёрлинге (команда из четырёх человек одного пола) играл в основном на позиции четвёртого, много сезонов был скипом команды.

## Достижения
- Зимние Олимпийские игры: бронза (2010).
- Чемпионат мира по кёрлингу среди мужчин: серебро (2003).
- Чемпионат Европы по кёрлингу: золото (2006), серебро (2009).
- Чемпионат Швейцарии по кёрлингу среди мужчин: золото (2002, 2005, 2007, 2009).
- Чемпионат мира по кёрлингу среди юниоров: золото (1997), серебро (1996), бронза (1994, 1998).
- Чемпионат Швейцарии по кёрлингу среди юниоров: золото (1994, 1995, 1996, 1997).

- Почётный приз Collie Campbell Memorial Award (вручается кёрлингисту, который показывает наилучший уровень игры в кёрлинг и наилучшим образом демонстрирует «дух кёрлинга»): 2007.

## Команды
| Сезон   | Четвёртый       | Третий                 | Второй            | Первый            | Запасной                                                                     | Турниры                                                |
| ------- | --------------- | ---------------------- | ----------------- | ----------------- | ---------------------------------------------------------------------------- | ------------------------------------------------------ |
| 1993—94 | Ральф Штёкли    | Pascal Erne            | Паскаль Зибер     | Clemens Oberwiler |                                                                              | ЧШЮ 1994                                               |
| 1993—94 | Yannick Renggli | Chrislian Razafimahefa | Gregory Renggli   | Patrick Tinembart | Ральф Штёкли                                                                 | ЧМЮ 1994                                               |
| 1994—95 | Ральф Штёкли    | Michael Bösiger        | Паскаль Зибер     | Clemens Oberwiler | Martin Zaugg (ЧМЮ)                                                           | ЧШЮ 1995 · ЧМЮ 1995 (7 место)                          |
| 1995—96 | Ральф Штёкли    | Michael Bösiger        | Паскаль Зибер     | Clemens Oberwiler | Martin Zaugg (ЧМЮ)                                                           | ЧШЮ 1996 · ЧМЮ 1996                                    |
| 1996—97 | Ральф Штёкли    | Martin Zaugg           | Паскаль Зибер     | Clemens Oberwiler |                                                                              | ЧШЮ 1997                                               |
| 1996—97 | Ральф Штёкли    | Michael Bösiger        | Паскаль Зибер     | Clemens Oberwiler | Martin Zaugg                                                                 | ЧМЮ 1997                                               |
| 1997—98 | Ральф Штёкли    | Martin Zaugg           | Симон Штрюбин     | Clemens Oberwiler | Christian Haller                                                             | ЧМЮ 1998                                               |
| 2001—02 | Ральф Штёкли    | Клаудио Пеша           | Паскаль Зибер     | Michael Bösiger   | Симон Штрюбин                                                                | ЧШМ 2002                                               |
| 2002—03 | Ральф Штёкли    | Клаудио Пеша           | Паскаль Зибер     | Michael Bösiger   | Марко Баттилана тренер: Thomas Fritsche                                      | ЧЕ 2002 (7 место)                                      |
| 2002—03 | Ральф Штёкли    | Клаудио Пеша           | Паскаль Зибер     | Симон Штрюбин     | Марко Баттилана тренер: Патрик Хюрлиман                                      | ЧМ 2003                                                |
| 2003—04 | Ральф Штёкли    | Клаудио Пеша           | Паскаль Зибер     | Симон Штрюбин     |                                                                              |                                                        |
| 2004—05 | Ральф Штёкли    | Клаудио Пеша           | Паскаль Зибер     | Марко Баттилана   | Симон Штрюбин                                                                | ЧШМ 2005                                               |
| 2005—06 | Ральф Штёкли    | Клаудио Пеша           | Паскаль Зибер     | Марко Баттилана   | Симон Штрюбин тренеры: Патрик Хюрлиман (ЧЕ, ЗОИ, ЧМ), Heinz Schmid (ЧЕ, ЗОИ) | ЧЕ 2005 (4 место) ЗОИ 2006 (5 место) ЧМ 2006 (5 место) |
| 2006—07 | Андреас Шваллер | Ральф Штёкли           | Томас Липс        | Дамиан Грихтинг   | Raphael Brutsch                                                              | ЧЕ 2006                                                |
| 2006—07 | Ральф Штёкли    | Ян Хаузер              | Маркус Эгглер     | Симон Штрюбин     | Андреас Шваллер (ЧМ) тренер: Rouven Welschen (ЧМ)                            | ЧШМ 2007 · ЧМ 2007 (4 место)                           |
| 2007—08 | Тони Мюллер     | Stefan Maurer          | Nicolas Hauswirth | Мартин Штуки      | Ральф Штёкли тренер: Heinz Schmid                                            | ЧЕ 2007 (4 место)                                      |
| 2008—09 | Ральф Штёкли    | Ян Хаузер              | Маркус Эгглер     | Симон Штрюбин     | Дамиан Грихтинг                                                              | ЧШМ 2009                                               |
| 2008—09 | Ральф Штёкли    | Ян Хаузер              | Маркус Эгглер     | Симон Штрюбин     | Тони Мюллер тренер: Расс Ховард                                              | ЧМ 2009 (4 место)                                      |
| 2009—10 | Ральф Штёкли    | Ян Хаузер              | Маркус Эгглер     | Симон Штрюбин     | Тони Мюллер тренер: Томас Липс                                               | ЧЕ 2009                                                |
| 2009—10 | Ральф Штёкли    | Ян Хаузер              | Маркус Эгглер     | Симон Штрюбин     | Тони Мюллер тренеры: Томас Липс, Lorne Hamblin                               | ЗОИ 2010                                               |

(скипы выделены полужирным шрифтом)